# Rita Tushingham
Rita Tushingham, född 14 mars 1942 i Liverpool, är en brittisk skådespelare.
Hon fick sin skolutbildning vid en klosterskola i hemstaden Liverpool, och där började hon medverka i skolteaterpjäser. Hon studerade sedan vid Liverpool Playhouse innan sin professionella scendebut 1960. Året därpå gjorde hon en lysande filmdebut i En doft av honung, och erhöll flera olika filmpriser för sin roll. Hon var en ledande stjärna i brittisk film på 1960-talet men har sedan endast filmat sporadiskt.

## Filmografi, ett urval
- 1961 - En doft av honung
- 1965 – Greppet
- 1965 - Doktor Zjivago
- 1966 – Det grymma landet
- 1969 - Bomben
- 1975 - Öga för öga
- 1986 - Flying
- 2000 - Out of Depth